# Ернст Федір Людвігович
Фе́дір (Теодор-Ріхард-Едуард) Лю́двігович (Львович) Е́рнст (9 листопада 1891 або 28 жовтня (9 листопада) 1891 , Київ  — 28 жовтня 1942 , Уфа ) — український історик-мистецтвознавець, теоретик мистецтва, фундатор та класик українського мистецтвознавства; музеєзнавець, діяч у галузі охорони пам'яток історії та культури України.
Автор найкращого довоєнного путівника по Києву (1930). Член Київського товариства охорони пам'ятників старовини та мистецтва; дійсний член НТШ, член Історичного товариства імені Нестора-Літописця, член Товариства діячів українського пластичного мистецтва; дійсний член Всеукраїнського археологічного комітету (ВУАК) ВУАН, вчений секретар ВУАК.

## Життєпис
Народився 28 жовтня (9 листопада) 1891 року в Києві в родині німецького колоніста.
У 1900—1909 рр. навчався в гімназії у Глухові та закінчив зі срібною медаллю, потім вчився два курси у Берлінському університеті на філософському факультеті в 1909—1910 роках; у 1910—1914 рр. навчався в Київському університеті на історико-філологічному факультеті (на кафедрі історії мистецтв). Одночасно працював завідувачем бібліотеки та картинної галереї академії мистецтв, співпрацював із журналами «рос. Искусство Южной России» та «Україна». За працю, присвячену київській архітектурі XVII—XVIII ст., був нагороджений золотою медаллю.
Зблизився з Миколою Біляшівським і Дмитром Дорошенком, відвідував засідання «Старої громади», брав участь у революційних зібраннях. З початком Світової війни (1914) як «неблагонадійний», бо німець за національним походженням, був заарештований та засланий до Сибіру (за м. Челябінськ), повернувся до Києва лише 1917 року. Працював помічником діловода у новоствореному Генеральному секретарстві освіти (відділ пластичних мистецтв на чолі з Павлуцьким Г.).

Федір Ернст

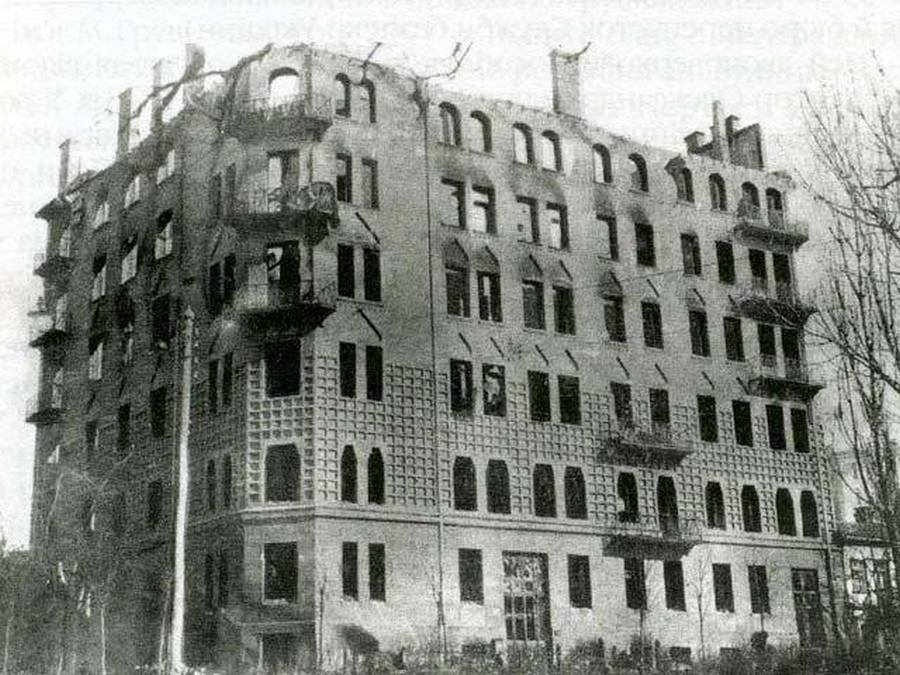
Будинок М.Грушевського у Києві (1918), автор фото Ф.Ернст

Найбільший вплив на формування вченого мав професор Г. Павлуцький, який спрямував науковий інтерес Ернста на дослідження історії української архітектури та мистецтва. Фундаментальні праці «Київські архітектори XVIII ст.» (1918), «Українське мистецтво XVII—XVIII ст.» (1919) зробили ім'я Ернста широко відомим і стали класичними в українському мистецтвознавстві. Брав участь у всіх пам'яткоохоронних комісіях 1917—1918 років під керівництвом Миколи Біляшівського.
У 1918 р. призначений на голову Секції архівно-бібліотечної справи у Міністерстві освіти; у березні 1919 р. — обрано редактором відділу діячів мистецтв Біографічної комісії ВУАН.
За радянської влади Ернст став професором (Археологічного інституту та Художнього інституту в Києві), видатним спеціалістом з історії української архітектури та образотворчого мистецтва. Був членом Комісії з організації Лаврського музею культів, Київської картинної галереї, Музею мистецтв ВУАН (нині — Національний музей мистецтв імені Богдана та Варвари Ханенків), членом комітету з ремонту та реставрації Софійського собору. Працював інструктором Всеукраїнського та Київського губернського комітетів охорони пам'яток. Але це не завадило двічі заарештувати його.
У 1922 р. працював завідувачем бібліотеки та музеєм Інституту пластичного мистецтва.
У 1922—1933 рр. Ернст працював у Всеукраїнському історичному музеї ім. Т. Шевченка. З жовтня 1923 р. став завідувачем художнього відділу Всеукраїнського історичного музею в Києві.
У 1926—1930 рр. очолював Київську крайову інспектуру охорони пам'яток матеріальної культури. У 1920-х роках брав участь у численних експедиціях для пошуків, дослідження і збереження пам'яток української архітектури та мистецтва, проводив археологічні розкопки, організовував виставки, формує музейні експозиції. Завдяки роботі Ернста та його колег вдалося зберегти значну кількість пам'яток, передусім сакральних, не лише Київщини, а й Чернігівщини, Волині, Поділля. Плідним був цей період і для наукової діяльності вченого.
Від 1929 р. був другим членом паритетної комісії з обміну культурними цінностями між РРФСР та УРСР.

### Репресії
На початку 1930-х років в Україні почалися «чистки кадрів» Наркомату освіти, що призвели до тотального погрому всього культурного життя в УРСР. Усі головні музеї України було оголошено «осередком розташування націоналістичних сил». 1933 року Ернста було звільнено з музею, заарештовано, пред'явлено звинувачення в «контрреволюційній діяльності та створенні ворожого осередку в музеї». Його схопили дорогою до видавництва. Наступного дня заступник начальника Київського обласного відділу ГПУ й начальник СПО Мойсей Чердак ухвалили здійснити трус у помешканні мистецтвознавця. Ернста під конвоєм доправили до тодішньої столиці — Харкова.
Там слідчі активно фабрикували справу Української військової організації та контрреволюційної організації музейних працівників. Ернстові «пришили» ще участь у німецькому націоналістичному контрреволюційному підпіллі. А 23 жовтня 1933 р. Ф. Ернста було заарештовано вдруге.
29 травня 1934 р. судова трійка при колегії ГПУ УСРР засудила до трьох років виправних робіт на будівництві Біломор-Балтійського каналу і заслано. Після закінчення терміну йому не дозволили повернутися до Києва. У засланні він створив Музей історії Біломор-Балтійського каналу в м. Повенці (і завідував ним у 1936—1937 рр.). 1936 року завідував Музеєм будівництва каналу «Москва—Волга» в м. Дмитрові. Під час нетривалого звільнення учений в 1937—1938 рр. був заступником директора Казахської національної галереї, очолював працю зі створення Казахської національної художньої галереї в Алма-Аті (1937) р., був заступником директора з наукової роботи Башкирського художнього музею в Уфі (з липня 1938 р. до 1941 р.).
Після арешту його дружини Тамари Львівни, Ернста змусили повернутися до Уфи, де працював у Башкирському державному художньому музеї (з травня 1940 р. — заступник директора). 16 липня 1941 року Ернста заарештовано утретє в м. Уфі зі звинуваченням — «німецький шпигун», а 28 жовтня 1942 року розстріляно. Реабілітований посмертно.

## Праці
Майже щороку виходили його наукові праці:
- Київська архітектура XVII—XVIII ст., 1913.
- (рос.)Художественные сокровища Киева, пострадавшие в 1918 году, 1918.
- Українське мистецтво XVII—XVIII віків [Архівовано 23 січня 2017 у Wayback Machine.], 1919.
- Український портрет XVII–ХХ ст., 1925.
- Георгій Нарбут. Посмертна виставка творів, 1926
- Київ та його околиця…, 1926.
- Українське малярство XVII—XX ст., 1929.
- Київ: Провідник" / За ред. Федора Ернста. — К.: ВУАН, 1930. — 800 с.
- Ернст Ф. Київські архитекти XVIII віку / Федір Ернст. — Київ: Печатня Вид. т-ва «Друкарь», 1918. — 23 с. [Архівовано 10 серпня 2020 у Wayback Machine.]
- Автор монографій про Т. Шевченка, І. Рєпіна, М. Мурашка.
- Київ: провідник / Н. К. О.-У. С. Р. Р.-Всеукр. АН. Ком. святкування 10-тиріч. ювілею ВУАН ; за ред. Ф. Ернста. — Київ: Держтрест «К.-Д.» : 2-га Друк., 1930. — 797 с. [Архівовано 19 вересня 2020 у Wayback Machine.]
- Ернст Ф. Українське мистецтво XVII—XVIII віків / Федор Ернст. — Львів: Вид. Т-во «Криниця» у Київі, 1919. — 32, 6 с. [Архівовано 19 вересня 2020 у Wayback Machine.]

та ін.
Ернст зробив вагомий внесок у створення Київської картинної галереї, Києво-Печерського, Кирилівського та Чернігівського заповідників. Він мріяв про створення заповідника «Київський акрополь», куди мали ввійти Софіївський собор, Десятинна, Георгіївська та Андріївська церкви, Михайлівський монастир.
Більшість наукових праць Ернста не втратила наукової цінності й донині. Він справедливо посідає місце одного з фундаторів українського мистецтвознавства.
- Ернст, Ф. Біжуча художня література про Г. І. Нарбута/ Ф. Ернст // Бібліологічні вісті. — 1923. — Рік 1, Ч. 4. Грудень. — Стб. 2-12. [Архівовано 19 вересня 2020 у Wayback Machine.]
- Щоденник Федора Ернста: охорона пам'яток культури 1919—1920 роки // Пам'ятки України. — 1993. — № 1-6. — С. 130—136. [Архівовано 19 вересня 2020 у Wayback Machine.]
- Ернст, Ф. Виставка рисунку і гравюри / Ф. Ернст // Бібліологічні вісті. — 1926. — № 4. — С. 110. [Архівовано 19 вересня 2020 у Wayback Machine.]
- Ернст, Ф. Данило Михайлович Щербаківський: (пам'яті дослідника) / Ф. Ернст // Бібліологічні вісті. — 1928. — № 1. — С. 127. [Архівовано 18 вересня 2020 у Wayback Machine.]
- Ернст, Ф. Мастера современной гравюры и графики: рец. на кн. / Ф. Ернст // Бібліологічні вісті. — 1928. — № 1. — С. 142. [Архівовано 19 вересня 2020 у Wayback Machine.]
- Георгій Нарбут. Життя і творчість / склав Ф. Ернст. // Георгій Нарбут: посмерт. виставка творів / Всеукр. іст. музей ім. Т. Шевченка, 1926. — С. 11-86 : Держвидав України (Держтрест «Київ-Друк», 1-ша фото-літо-друк.). [Архівовано 22 вересня 2020 у Wayback Machine.]
- Ернст, Ф. Георгій Нарбут та нова українська книга / Ф. Ернст // Бібліологічні вісті. — 1926. — № 3. — С. 5-35. [Архівовано 19 вересня 2020 у Wayback Machine.]
- Пам'ятковий відділ. Портрети Г. І. Нарбута / склав Ф. Ернст: К.. // Георгій Нарбут: посмерт. виставка творів / Всеукр. іст. музей ім. Т. Шевченка, 1926. — С. 149—153 : Держвидав України (Держтрест «Київ-Друк», 1-ша фото-літо-друк.). [Архівовано 19 вересня 2020 у Wayback Machine.]
- Каталог оригінальних творів Г. І. Нарбута / склав Ф. Ернст: К.. // Георгій Нарбут: посмерт. виставка творів / Всеукр. іст. музей ім. Т. Шевченка, 1926. — C. 89-110 : Держвидав України (Держтрест «Київ-Друк», 1-ша фото-літо-друк.). [Архівовано 20 вересня 2020 у Wayback Machine.]
- Ернст, Федір. Контракти та Контрактовий будинок у Київі, 1798—1923: культурно-історичний етюд / Федір Ернст ; Всеукр. акад. наук: К. (Друк. Всеукр. Акад. наук). // Київські контракти, 1997. — С. 1-116 : Літопис. [Архівовано 19 вересня 2020 у Wayback Machine.]

## Пам'ять
У 1995 році в Києві на честь Федора Ернста названо вулицю.